# Bronchialsekret
Bronchialsekret ist ein teils dünnflüssiges (seröses), teils schleimiges (muköses) Sekret der Drüsen (Glandulae bronchiales) der Bronchien sowie anderer schleimbildender Zellen (Club-Zellen und Becherzellen) der unteren Atemwege. Seine Bildung wird durch den Parasympathikus gefördert und durch den Sympathikus indirekt gehemmt.
Seine physiologische Bedeutung liegt in der Befeuchtung der Atemwege (Schutz vor Austrocknung) und – zusammen mit dem Flimmerepithel – der Reinigung des Bronchialsystems sowie über die darin gelösten Proteine in der Infektabwehr.
Bei infektiösen und tumorösen Erkrankungen wird Bronchialsekret gewonnen, um es mikrobiologischen und zytologischen Untersuchungen zuzuführen. Bei der Gewinnung als Sputum (des Auswurfs beim Husten) finden sich dabei zwangsläufig Verunreinigungen durch die ortsansässige Mund- und Rachenflora. Die Angabe über die Art der Probengewinnung und die Kenntnis über die Zusammensetzung der Normalflora des Nasen-, Mund- und Rachenraums ist somit für die Beurteilung der mikrobiologischen Untersuchungsresultate bei der Abklärung von Infekten der tiefen Atemwege unabdingbar. Somit ist hier für mikrobiologische Untersuchungen die Gewinnung des Sekrets mittels Bronchoskopie und Bronchiallavage oder bronchoalveolärer Lavage (BAL) besser geeignet, allerdings auch wesentlich aufwendiger und mit Belastung für den Patienten durchzuführen, sodass meist Sputumproben untersucht werden.

## Zusammensetzung des Bronchialsekrets
Bei Erkrankungen der tiefen Atemwege ändern sich Menge und Zusammensetzung des Bronchialsekrets, was als Dyskrinie bezeichnet wird. Identifiziert wurden bislang  mehr als 40 Proteine, die vorwiegend als Effektorstoffe der Immun- und Infektabwehr dienen:
- Immunglobulin A
- Lysozyme, mit bakterizider Wirkung durch Spaltung des Mureins der Bakterienwand
- Laktoferrin, bakteriostatisch wirkend über die Bindung des zum Bakterienwachstum benötigten freien Eisens
- Mukus-Proteinase-Inhibitor, unter anderem auch als Bronchialsekret-Inhibitor bezeichnet, mit antiviraler und antibakterieller Aktivität und fungizider Wirkung.[3]